# Centris analis
Centris analis är en biart som först beskrevs av Fabricius 1804.  Centris analis ingår i släktet Centris och familjen långtungebin. Inga underarter finns listade.